# リージョン・オブ・ドゥーム
リージョン・オブ・ドゥーム（英: Legion of Doom）は、DCコミックスのスーパーヴィランによって構成される架空の組織である。1978年のアニメ『Challenge of the Super Friends』で初登場した。

## 概要
ハンナ・バーベラ・プロダクション制作によるテレビアニメ『Challenge of the Super Friends』の第1話の後編「Wanted: The Superfriends」で登場した。スーパーヒーローたちが結成した「スーパーフレンズ」に対応する形で、レックス・ルーサーの呼びかけによって集まったスーパーヴィランによって「リージョン・オブ・ドゥーム」は結成された。本拠地は沼地に作られた「ホール・オブ・ドゥーム（Hall of Doom）」で、この基地はスーパーヴィランの拠点となるだけでなく、航空機や宇宙船としての機能も持つ。
この作品でのメンバーはレックス・ルーサー、ビザロ、ブラックマンタ、ブレイニアック、キャプテン・コールド、チーター、ジャイガンタ、ゴリラ・グロッド、リドラー、スケアクロウ、シネストロ、ソロモン・グランディ、トイマンの13人。
後にリージョン・オブ・ドゥームの名称は、1996年のシリーズ『エクストリーム・ジャスティス』や2005年のミニシリーズ『ジャスティス』、ホール・オブ・ドゥームは、1996年のミニシリーズ『キングダム・カム』や2008年のクロスオーバー『ファイナル・クライシス』などコミックにも登場した。

## その他のメディア

### ドラマ
- レジェンド・オブ・トゥモロー

### アニメ

#### テレビ・ウェブ
- ジャスティス・リーグ・アンリミテッド
- バットマン:ブレイブ&ボールド
- ヤング・ジャスティス (アニメ)
- ティーン・タイタンズGO!

#### 長編アニメ
- ジャスティス・リーグ:ドゥーム
- LEGO スーパー・ヒーローズ:ジャスティス・リーグ〈悪の軍団誕生〉
- ジャスティス・リーグ VS. ティーン・タイタンズ

### ゲーム
- DCユニバース・オンライン（英語版）
- LEGO バットマン3 ザ・ゲーム ゴッサムから宇宙へ